# M1 (lança-chamas)
O M1 e o M1A1 foram lança-chamas portáteis desenvolvidos pelos Estados Unidos durante a Segunda Guerra Mundial. O M1 pesava 72 libras, tinha alcance de 15 metros e tanque de combustível com capacidade de cinco galões. O M1A1 melhorado pesava menos, pesava 65 libras, tinha um alcance muito maior de 45 metros, tinha a mesma capacidade de tanque de combustível e disparava combustível mais espesso (napalm).
O desenvolvimento da arma começou em julho de 1940. O primeiro protótipo tinha a designação E1. O protótipo foi posteriormente refinado no modelo E1R1, que resultou no modelo M1 adotado em agosto de 1941. Essas armas portáteis foram pouco utilizadas na Europa. Elas eram mais comuns no Pacífico, onde eram amplamente usadas em ataques a casamatas e fortificações. A falta de confiabilidade do M1 e a falta de táticas desenvolvidas resultaram no fracasso do primeiro ataque de lança-chamas a uma fortificação japonesa em dezembro de 1942. O M1 foi gradualmente substituído pelo M1A1 em 1943. O M1A1 foi substituído pelo lança-chamas M2 mais tarde durante a guerra.

## Histórico de implantação
O Dia D viu o uso de 150 lança-chamas, dos quais 100 foram recuperados na costa, pois foram abandonados quando seus operadores percorreram as águas para chegar às muralhas alemãs.